# Ham (Cameroun)
Pour les articles homonymes, voir Ham.
Ham est un village de la région du Centre du Cameroun, situé dans la commune de Dibang. 

## Population et développement
En 1962, la population de Ham était de 188 habitants. La population de Ham était de 88 habitants dont 41 hommes et 47 femmes, lors du recensement de 2005.     